# Marc Wilmore
Marc Wilmore (né le 4 mai 1963 et mort le 30 janvier 2021), est un scénariste, producteur et acteur de télévision américain. Il a été scénariste pour In Living Color au début des années 1990, puis a fait partie des comédiens pour la dernière saison en 1993. À partir de 2000, il fait partie des scénaristes et producteurs de la série télévisée d'animation Les Simpson. Il meurt le 30 janvier 2021 du Covid-19. 

## Filmographie

### Acteur
- 1993-2001 : In Living Color (29 épisodes) : Divers personnages
- 1999-2008 : Les Stubbs (41 épisodes) : Walter Burkett
- 2000 : Manhattan, AZ (1 épisode) : Ron
- 2000 : Les Simpson (1 épisode : Marge Folies) : Batteur

### Scénariste
- 1992 : Harry et les Henderson (1 épisode)
- 1992-1994 : In Living Color (71 épisodes)
- 1995-1998 : The Tonight Show with Jay Leno (106 épisodes)

#### PourLes Simpson
| Année | Titre                                         | Titre original                                | Saison | Épisode | Réalisateur       |
| ----- | --------------------------------------------- | --------------------------------------------- | ------ | ------- | ----------------- |
| 2002  | Simpson Horror Show XIII - Envoyez les clones | Treehouse of Horror XIII - Send in the Clones | 14     | 1       | David Silverman   |
| 2003  | Et la cavalerie arriva                        | The Bart of War                               | 14     | 21      | Michael Polcino   |
| 2005  | Papy fait de la contrebande                   | Mignight Rx                                   | 16     | 6       | Nancy Kruse       |
| 2005  | Simpson Horror Show XVI                       | Treehouse of Horror XVI                       | 17     | 4       | David Silverman   |
| 2006  | À propos de Marge                             | Regarding Margie                              | 17     | 20      | Michael Polcino   |
| 2007  | Simpson Horror Show XVIII                     | Treehouse of Horror XVIII                     | 19     | 5       | Chuck Sheetz      |
| 2008  | Les Apprentis Sorciers                        | Mypods and Boomsticks                         | 20     | 7       | Steven Dean Moore |
| 2009  | Le Bon, le Triste et la Camée                 | The Good, the Sad and the Drugly              | 20     | 17      | Rob Oliver        |
| 2012  | Bart pose un lapin                            | Exit Through the Kwik-E-Mart                  | 23     | 15      | Steven Dean Moore |
| 2012  | L'Espion qui m'aidait                         | The Spy Who Learned Me                        | 23     | 20      | Bob Anderson      |
| 2013  | Quatre regrets et un enterrement              | Four Regrettings and a Funeral                | 25     | 3       | Mark Kirkland     |
| 2014  | Taxi Girl                                     | My Fare Lady                                  | 26     | 14      | Michael Polcino   |

### Producteur
- 2005-2012 : Les Simpson (182 épisodes)

## Imitations
Pour In Living Color, Marc Wilmore a imité les célébrités suivantes :
- Carroll O'Connor
- Michael Dorn
- Andy Rooney
- Isabel Sanford
- Ted Knight
- Bob Hope
- Robert Guillaume
- James Earl Jones
- Maya Angelou